# Enzyklopädie der philosophischen Wissenschaften

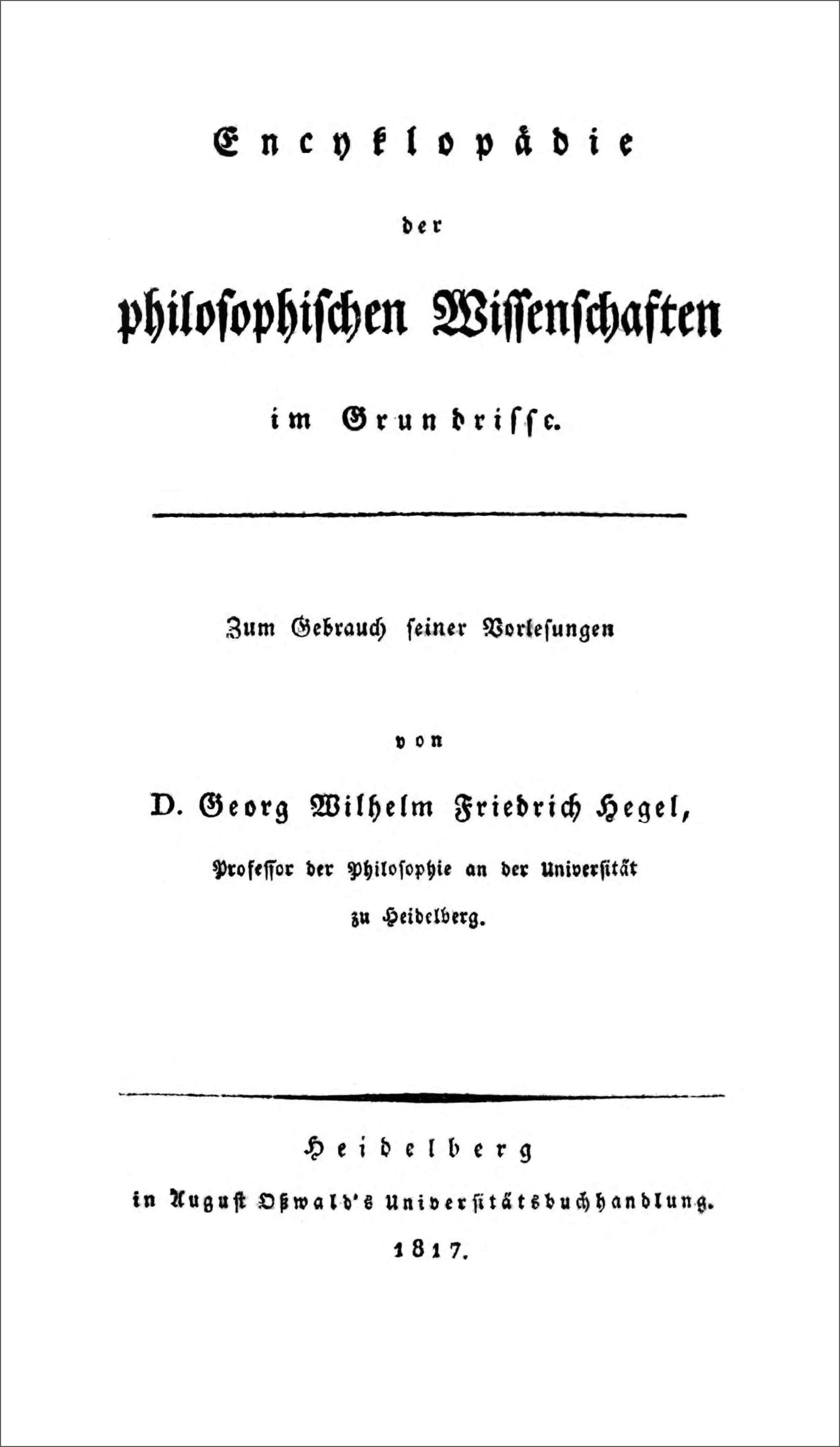
Deckblatt der Heidelberger Ausgabe von 1817

Die Enzyklopädie der philosophischen Wissenschaften im Grundrisse ist ein 1817 in Heidelberg erschienenes Werk des deutschen Philosophen Georg Wilhelm Friedrich Hegel (1770–1831). Es enthält seine als allumfassendes System gestaltete Philosophie und war zugleich als Vorlesungskompendium gedacht.
Diese Enzyklopädie ist eines der Hauptwerke des deutschen Idealismus, welches sich insbesondere mit Themen der Metaphysik und Ontologie wie dem „Göttlich-Absoluten“ und der „Idee“ beschäftigt, aber auch mit der Totalität der Wirklichkeit und des Wissbaren. Auch die hegelsche Dialektik wird hier dargestellt.
1827 erschien die zweite, fast doppelt so dicke Auflage, 1830 die dritte, noch einmal veränderte Auflage. Die heutigen Neudrucke (etwa in der verbreiteten Ausgabe bei Suhrkamp) basieren mit Ausnahme der durch Hermann Glockner herausgegebenen Jubiläumsausgabe auf dieser dritten Auflage, vermehrt um die „Zusätze“, welche die „Freunde des Verewigten“ aus Manuskripten und Schülermitschriften von Vorlesungen hinzufügten. Die Zusätze sind nach den heutigen philologischen Maßstäben problematisch.
Großen Einfluss hatte diese Schrift auf die Lebensphilosophie und den Neukantianismus; auch setzten sich viele bekannte Denker – u. a. Bakunin (1814–1876), Charles S. Peirce (1839–1914), Benedetto Croce (1866–1952) und Giovanni Gentile  (1875–1944) – intensiv mit ihr auseinander.

## Inhaltliche Gliederung
Die „Enzyklopädie“ hat drei Hauptteile:
1. Wissenschaft der Logik
2. Wissenschaft der Natur
3. Wissenschaft des Geistes

Dem Ganzen ist neben Vorworten eine Einleitung vorangestellt, die u. a. die „Drei Stellungen des Gedankens zur Objektivität“ enthält. In diesem Abschnitt rechtfertigt Hegel seine dialektische Methode und ordnet sie philosophie-geschichtlich ein.

## Wissenschaft der Logik
Hegel leitet sein Weltbild aus „der dialektischen Bewegung des Begriffs“ (§ 415) her. Der Begriff ist also nicht nur Element des individuellen Denkens, sondern die alles hervorbringende Urkraft. Die Logik nun ist die Wissenschaft, in der der Begriff, bildlich gesprochen, „zu Hause“ ist.
Dieser erste Teil der „Enzyklopädie“ soll dem mündig gewordenen Menschen das Werkzeug und die Bausteine zur Verfügung stellen, mit denen das Bestehende und Vergehende in Natur und Geist begriffen werden kann.
Die folgende Tabelle soll den Aufbau der logischen Wissenschaft deutlich machen.
| Die Lehre vom Sein     |                 |                         |
| Qualität               | Quantität       | Maß                     |
| Sein                   | Quantität       | Maß                     |
| Dasein                 | Quantum         | spezifisches Maß        |
| Fürsichsein            | Grad            | Maßloses                |
| Die Lehre vom Wesen    |                 |                         |
| Wesen                  | Erscheinung     | Wirklichkeit            |
| Reflexionsbestimmungen | Welt            | reale Möglichkeit       |
| Existenz               | Inhalt und Form | äußere Notwendigkeit    |
| Ding                   | Verhältnis      | unbedingte Wirklichkeit |
| Die Lehre von der Idee |                 |                         |
| Begriff                | Objekt          | Idee                    |
| Begriff                | Mechanismus     | Leben                   |
| Urteil                 | Chemismus       | Erkennen                |
| Schluss                | Zweck           | Idee                    |

## Die Wissenschaft der Natur
In Hegels Dialektik ist die Natur das Andere des Geistes. Über die Natur des Unorganischen wird der Leser zum Lebendigen geführt, das im Geist seine Vollendung findet. Die folgende Tabelle zeigt die drei Abteilungen der Naturphilosophie, die wieder dreifach untergliedert sind. Daneben werden inhaltliche Schwerpunkte aufgeführt.
| Mechanik                   | Mechanik |
| -------------------------- | --- |
| Raum und Zeit              | Raum, Zeit, Ort und Bewegung                                                                                            |
| Materie und Bewegung       | Träge Materie, Stoß, Fall, Schwerpunkt, Gewicht, Reibung und Fallgesetz                                                 |
| Absolute Mechanik          | Gravitation, planetarische Körper und Keplersches Gesetz                                                                |
| Physik                     | |
| Allgemeine Individualität  | Die Sonne und ihr Licht, beleuchtete Körper, Elemente (Luft, Feuer, Wasser und Erde), die Erde als reale Individualität |
| Besondere Individualität   | Spezifische Schwere, Kohäsion, Festigkeit und Elastizität, Klang und Schwingung, Wärme                                  |
| Totale Individualität      | Äußerliche Körper, Stabmagnet, Kristallisation; Lichtdurchlässigkeit, Brechung und Farbe, Elektrizität und Chemie       |
| Organische Physik          | |
| Geologischer Organismus    | Der Erdkörper als allgemeines System: Gesteine, Land, Meer                                                              |
| Vegetabilischer Organismus | Die Individualität der Pflanze und ihr Lebensprozess                                                                    |
| Animalischer Organismus    | Trieb, Instinkt und Selbstzweck, Verdauung, Gattung und Tod, Fortpflanzung, Krankheit und Heilung                       |

Die Naturphilosophie ist ein problematischer Teil seines Systems, was mehrere Gründe hat:
- Viele naturwissenschaftliche Erkenntnisse waren zu Beginn des 19. Jh. noch nicht gewonnen.
- Viele Naturphänomene waren noch nicht geklärt, so dass z. B. Goethes Farbenlehre als ernst zu nehmendes wissenschaftliches Modell galt.
- Hegels Elemente-Begriff orientiert sich am Weltbild der Antike, obwohl er den chemischen Begriff natürlich auch kennt.
- Bei der Lektüre ist zu beachten, dass sich die Bedeutung einiger Fachbegriffe historisch verändert hat. Sie müssen daher in die heutige Terminologie übersetzt werden.
- Der Ansatz, alles aus der Selbstbewegung des Begriffes abzuleiten, ist problematisch: Entweder ist der Begriff noch nicht richtig erschlossen, oder der Ansatz selbst ist ungeeignet.

## Die Wissenschaft des Geistes
Die Philosophie des Geistes, der dritte Teil der „Enzyklopädie“, ist in drei Abteilungen geteilt:
| Subjektiver Geist | Subjektiver Geist        | Subjektiver Geist        |
| ----------------- | ------------------------ | ------------------------ |
| Anthropologie     | Phänomenologie           | Psychologie              |
| natürliche Seele  | Bewusstsein              | theoretischer Geist      |
| fühlende Seele    | Selbstbewusstsein        | praktischer Geist        |
| wirkliche Seele   | Vernunft                 | freier Geist             |
| Objektiver Geist  |                          |                          |
| Recht             | Moralität                | Sittlichkeit             |
| Eigentum          | Vorsatz                  | Familie                  |
| Vertrag           | Die Absicht und das Wohl | bürgerliche Gesellschaft |
| Unrecht           | Das Gute und das Böse    | Staat                    |
| Absoluter Geist   |                          |                          |
| Kunst             | Religion                 | Philosophie              |

## Ausgaben
- von eigener Hand: 1817; 2. Auflage 1827, 3. Auflage 1830.
- Georg Wilhelm Friedrich Hegel: Enzyklopädie der philosophischen Wissenschaften im Grundrisse. Faksimilierter Druck der ursprünglichen Fassung Heidelberg 1817. Mit einem Vorwort von Hermann Glockner. F. Frommann, Stuttgart 1927, wieder in ders.: Sämtliche Werke. Bd. 6. Frommann, Stuttgart 1927, 1938, 1956, 1968 und 1988.
- Georg Wilhelm Friedrich Hegel: Enzyklopädie der philosophischen Wissenschaften. [1830]. 3 Bände. Redaktion: Eva Moldenhauer, Karl Markus Michel. Frankfurt am Main, 1970, Suhrkamp. ISBN 3-518-09718-0.
  - Erster Teil. Die Wissenschaft der Logik. Mit den mündlichen Zusätzen (Auf der Grundlage der Werke von 1832–1845 neu herausgegeben) Frankfurt am Main 1986 (= Werke. 8).
  - Zweiter Teil. Die Naturphilosophie. Mit den mündlichen Zusätzen (Auf der Grundlage der Werke von 1832–1845 neu herausgegeben) Frankfurt am Main 1986 (= Werke. 9).
  - Dritter Teil. Die Philosophie des Geistes. Mit den mündlichen Zusätzen (Auf der Grundlage der Werke von 1832–1845 neu herausgegeben) Frankfurt am Main 1986 (= Werke. 10).
- dto. Neu herausgegeben von Friedhelm Nicolin, Otto Pöggeler.  Meiner, Hamburg. 8. Auflage 1991. 515 Seiten. ISBN 978-3-7873-1032-6.

## Bibliographie
- Karen Gloy, Rainer Lambrecht: Bibliographie zu Hegels „Enzyklopädie der philosophischen Wissenschaften im Grundrisse“. Primär- und Sekundärliteratur 1817–1994. Frommann-Holzboog, Stuttgart / Bad Cannstatt 1995, ISBN 3-7728-1631-2.